# Uroleucon minutum
Uroleucon minutum är en insektsart. Uroleucon minutum ingår i släktet Uroleucon och familjen långrörsbladlöss. Inga underarter finns listade i Catalogue of Life.